# Jaworów (Litwa)
Jaworów (lit. Javaravos) − dawna wieś na Litwie, w okręgu wileńskim, w rejonie solecznickim, w gminie Soleczniki, nad Wisińczą. 
U schyłku XVIII wieku dobra jaworowskie należały do szambelana Jana Chodźki, ojca Dominika, literata. Następnie przeszły na własność Korzeniowskich, a później Wędziagolskich. Znajdowały się tu m.in. młyn i gonciarnia. Około 1905 roku majątek liczył 23 mieszkańców (11 kobiet i 12 mężczyzn) i obejmował 203 dziesięciny ziemi. Miejscowość wchodziła wówczas w skład wołości Soleczniki w ujeździe wileńskim, w guberni wileńskiej. W 1931 roku Jaworów zamieszkiwało 31 osób w 5 budynkach. W tym okresie majątek znajdował się w granicach gminy Soleczniki w powiecie wileńsko-trockim, w województwie wileńskim. 
Miejscowość wymieniana była w spisach ludności w latach 2001 i 2011 jako niezamieszkana wieś.
W Jaworowie urodzili się bracia Wędziagolscy: Bronisław (1875–1941), Paweł (1883–1929) i Karol (1885–1974). 